# Wiesbaden Swing
Die Schriftfamilie Wiesbaden Swing ist eine Schreibschrift, die von der deutschen Kommunikationsdesignerin Rosemarie Kloos-Rau entworfen wurde. Seit der Veröffentlichung 1992 durch Linotype sind mehrere Schriftschnitte sowie eine Sonderzeichenschrift erstellt worden.

## Geschichte

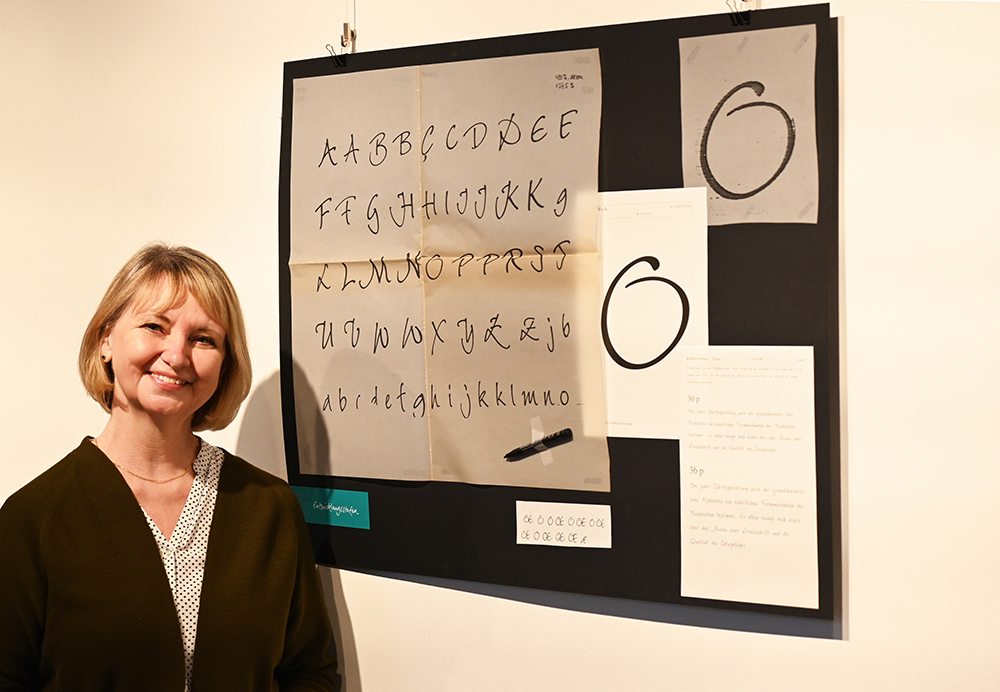
Rosemarie Kloos-Rau vor der handschriftlichen Urform der Schriftart im Rathaus Wiesbaden, 2022

Rosemarie Kloos-Rau (* 1958) ist Kalligraphin und Typographin. Die 1983 mit dem Rudo-Spemann-Preis ausgezeichnete Diplom-Designerin arbeitete bis in die 1990er Jahre als Illustratorin und veröffentlichte 1993 zusammen mit Michael Rau das Buch Schreibschriften. 
Kloos-Rau hatte eine Serie von Glückwunschkarten kalligrafisch gestaltet, auf die Reinhard Haus, künstlerischer Leiter von Linotype, aufmerksam wurde. Sein Unternehmen war auf der Suche nach einer kalligrafischen Schrift für den Druck. Die Designerin schlug vor, die Schrift als „Hommage an die Stadt“ nach der hessischen Landeshauptstadt zu benennen, in deren Stadtteil Biebrich sie wohnt. Nach „ein bisschen Überzeugungsarbeit“ genehmigte dies der Wiesbadener Magistrat am 5. November 1991 auf Basis eines Gutachtens von Werner Schneider.
Im Jahr 1992 wurde die Schriftart als „Wiesbaden Swing“ veröffentlicht. 1997 wurde durch Alexei Tschekulajew eine Version mit kyrillischem Schriftzeichenausbau ergänzt, 1999 ein fetter Schriftschnitt. Zudem ist mit Dingbats eine Sonderzeichenschrift verfügbar, die zur gleichen Schriftfamilie gehört.
Im Jahr 2010 wurde die handschriftliche Urform der Schrift in die Berliner Sammlung Kalligraphie im Archiv der Akademie der Künste aufgenommen. Zum 30-jährigen Jubiläum wurde im Januar 2022 die Ausstellung „Wiesbaden Swing: Eine Schrift tanzt um die Welt“ im Neuen Rathaus Wiesbaden gezeigt.

## Stil
Wiesbaden Swing zählt nach DIN 16518 zur Schriftklasse der Schreibschriften, wurde aber auch den handschriftlichen Antiqua zugeordnet. Es handelt sich um eine gerundete Schrift mit Bandzugcharakter, deren Buchstaben nicht verbunden sind. Die Schriftart wird von ihrer Autorin beschrieben als „Anwendungsschriftart, die einen frischen, unkonventionellen Umgang mit der Typografie erlaubt“.
In Brush’n’Script wurde die Schrift unter den Markerschriften vorgestellt, und dabei fälschlicherweise dem Designer Max R. Kaufmann zugeschrieben, der in den 1930ern Plakatschriften wie Balloon entworfen hatte.

## Verwendung

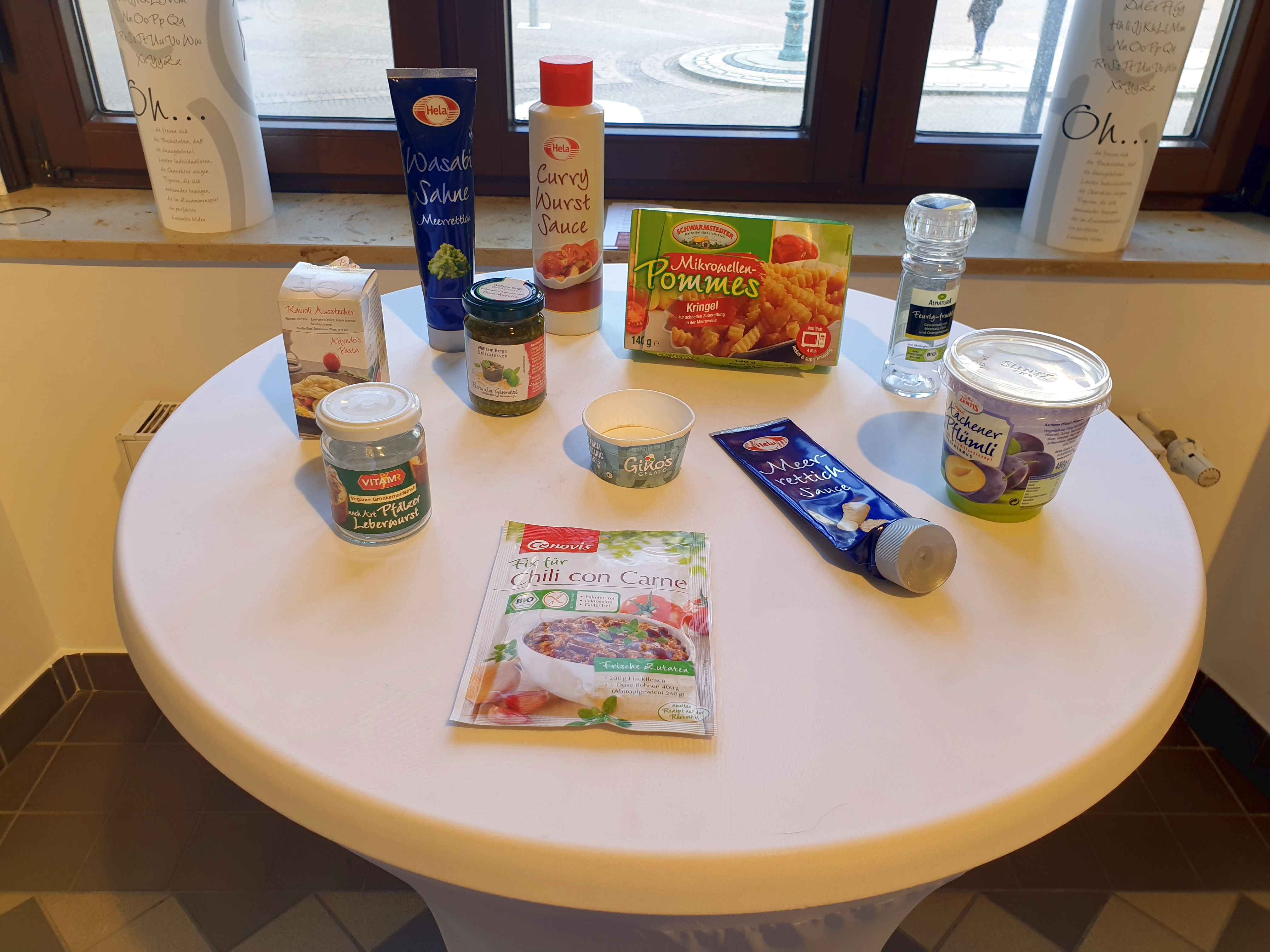
Produkte mit der Schriftart „Wiesbaden Swing“

Die Schrift wird für Schlagzeilen, Slogans und Wortmarken eingesetzt sowie als Zierschrift, beispielsweise auf Grußkarten. Besonders häufig ist sie im Lebensmittel-Bereich zu finden, Beispiele sind die Maggi Suppenterrine, Liekens Weberli, Zentis Marmelade, Alnatura Tee und Kaffee sowie Duplo und Milka. Die Schriftart wird als eine der „berühmten Linotype-Schriften der letzten zehn Jahre“ beworben.